# Камінь Андре
Камінь Андре (ест. Andre Tõnisekivi) — жертовний камінь виру, що розташований у селі Андре волості Пилва повіту Пилвамаа. Є об'єктом культурної спадщини Естонії.
Вперше описаний О. Угартом в описі парафії Пилва 1922 року, де він зазначає, що камінь відомий у фольклорі як «Tõnis kivi». Як пам'ятка археології зареєстрована у 1998 році.
Жертовний камінь є валуном висотою до 1,55 м, довжиною 2,3 м і максимальним обхватом 7,3 м біля землі. 